# Đường sắt Bình Hồ–Nam Sơn

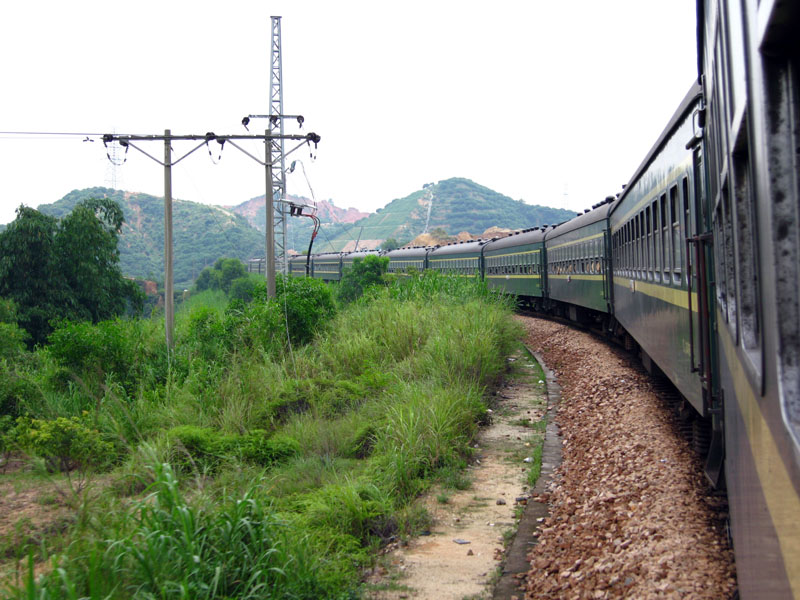
Đoàn tàu khách trên tuyến đường sắt Bình Nam

Đường sắt Bình Nam hay Đường sắt Bình Hồ – Nam Sơn là một tuyến đường sắt ở Thâm Quyến nối Bình Hồ với Nam Sơn. Các chuyến tàu hàng và tàu khách đường dài đều hoạt động trên tuyến.

## Tuyến đường
Tuyến đường sắt này có chiều dài là dài 50,2 kilômét (31,2 mi) với 8 nhà ga, từ Ga Bình Hồ, đoạn nối với đường sắt Quảng Châu – Thâm Quyến, đến Ga Tây Xà Khẩu hoặc Ga Mawan (nằm trên hai nhánh khác nhau). Toàn bộ tuyến đường sắt đều chạy đường đơn và sử dụng khổ ray 1.435 mm (4 ft 8+1⁄2 in). Tốc độ tối đa trên tuyến đường sắt là  75 km/h (47 mph). Toàn tuyến đường sắt chưa được điện khí hóa, vì vậy chỉ đầu máy diesel mới được sử dụng trên tuyến.

## Lịch sử
Tuyến đường sắt này đã được lên kế hoạch vào cuối những năm 1980 để cung cấp dịch vụ đường sắt đến Cảng Thâm Quyến. Đây là tuyến đường sắt đầu tiên ở Trung Quốc được xây dựng bằng cả vốn trong và ngoài nước. Kế hoạch xây dựng tuyến đường sắt Bình Nam được Chính phủ Trung Quốc phê duyệt vào năm 1991 và khởi công vào tháng 9 cùng năm. Vào tháng 3 năm 1993, một phần của tuyến đường sắt đã được đưa vào vận hành thử nghiệm. Sau đó, toàn bộ tuyến đã khánh thành vào tháng 9 năm 1994 và trở thành một phần của mạng lưới đường sắt Trung Quốc. 

## Đầu máy xe lửa sử dụng trên tuyến
- DF11
- DF4B/DF4D
- DF4

## Toa xe
- Các toa mẫu 25G
- Các toa mẫu 25B phục vụ tăng cường trong lễ Xuân vận.

## Nhà ga
| Tên            | Tên tiếng Trung | Cấp      | Vị trí                   | Khoảng cách từ Bình Hồ (tính bằng km) | Ghi chú |
| -------------- | --------------- | -------- | ------------------------ | ------------------------------------- | --- |
| Bình Hồ        | 平湖            | 4        | Long Cương, Thâm Quyến   | 0                                     | Đường sắt Quảng Châu – Thâm Quyến, đường sắt Bình Dương                                                              |
| Mugu           | 木古            | 4        | Quận Long Cương          | 3                                     | |
| Bantian        | 坂田            | 4        | Quận Long Cương          | 17                                    | Đã đóng cửa vào năm 2013                                                                                             |
| Đường Lãng     | 塘朗            | Không rõ | Quận Nam Sơn             | ?                                     | Đang được đề xuất; nằm gần Depot Đường Lãng thuộc tuyến Metro Thâm Quyến                                             |
| Tây Lý         | 西丽            | 4        | Quận Nam Sơn, Thâm Quyến | 28                                    | |
| Tây Thâm Quyến | 深圳西          | 1        | Quận Nam Sơn             | 35                                    | |
| Mawan          | 妈湾            | 4        | Quận Nam Sơn             | 40,4                                  | Đã đóng cửa vào năm 2016.                                                                                            |
| Xà Khẩu Tây    | 蛇口西          | 4        | Quận Nam Sơn             | 41.1                                  | Đã đóng cửa vào năm 2016. Nằm trên một nhánh riêng biệt từ Ga Tây Thâm Quyến; Nằm gần ga Chiwan của metro Thâm Quyến |
| Chiwan         | 赤湾            | Không rõ | Quận Nam Sơn             | ?                                     | Đã đóng cửa. |